# Барка (Сорія)
Барка (ісп. Barca) — муніципалітет в Іспанії, у складі автономної спільноти Кастилія-і-Леон, у провінції Сорія. Населення — 112 осіб (2010).
Муніципалітет розташований на відстані близько 150 км на північний схід від Мадрида, 36 км на південь від Сорії.
На території муніципалітету розташовані такі населені пункти: (дані про населення за 2010 рік)
- Барка: 101 особа
- Сіадуенья: 11 осіб

## Демографія
Динаміка населення (INE ):

## Галерея зображень

Розташування муніципалітету Барка